# Horacio Morixe
Horacio Morixe (Buenos Aires, 17 de mayo de 1899 - Buenos Aires, 29 de junio de 1975) fue un político y abogado argentino que ocupó el cargo de Ministro de Industria de su país durante la presidencia de Eduardo Lonardi, en la autodenominada Revolución Libertadora, desde el 23 de septiembre hasta el 15 de noviembre de 1955 cuando, con el fin de la presidencia de facto de Lonardi e inicio de la de Pedro Eugenio Aramburu, asumió Álvaro Alsogaray en su reemplazo.
Ocupó los cargos de director de Yacimientos Petrolíferos Fiscales (YPF) y de director del Automóvil Club Argentino (ACA) durante los años 1930.

## Biografía
Horacio Morixe nació en la ciudad de Buenos Aires el 17 de mayo de 1899. 
Escribió varios libros sobre el petróleo y política, entre los que se destaca Contribución al estudio de la lesión (1929) y Régimen legal del petróleo (1934). [cita requerida]Dio clases sobre legislación de minas y derecho rural en la Facultad de Derecho de la Universidad de Buenos Aires (UBA). Inició su carrera en la molinera de su familia, Morixe Hermanos S.A.C.I.. Se casó con Ada Gascón.

### Inicios en la política
Morixe se había convertido director de Yacimientos Petrolíferos Fiscales (YPF) en septiembre de 1938 durante la presidencia de Agustín P. Justo .Se impulsaron las políticas petroleras del presidente Justo, que diferían con las del presidente Hipólito Yrigoyen, pero finalmente también tenían el fin de crear un libre mercado en industria petrolera; el control sobre las reservas de petróleo, el autoabastecimiento a largo plazo, y la regulación de la explotación y comercialización eran parte de las políticas de Justo.
Había logrado ser una persona influyente en su país. El diputado socialista Julio V. González, llamó a Morixe irónicamente, junto con Eduardo J. Bullrich y Luis Rojas Silveyra, "la Santísima Trinidad del petróleo". La década del 30 estaría marcada por la fusión entre la gestión pública y las corporaciones se profundizó en un contexto de crisis económica, desigualdad social, violencia política y fraude electoral, cuestión esta que motivó la denominación de «Década Infame»
En múltiples ocasiones, Justo consultó con él para tomar medidas con respecto a YPF, ejemplo de ello fue cuando Justo consultó a Morixe para un decreto para prohibir la exportación de petróleo, en medio de una guerra de precios entre la petrolera estatal, y las extranjeras Standard Oil y Shell. En consecuencia, se abrieron una serie de convenios entre las empresas petroleras y el Estado. Los decretos, entre otras cosas, creaban un tribunal arbitral para resolver cuestiones entre los firmantes, y finalmente, la "Santísima Trinidad del petróleo" participaría en ella.
Renunció a su cargo en YPF en febrero de 1943, por un conflicto con el presidente Ramón Castillo. El conflicto se había generado por la difusión de la gravedad de la crisis energética en el país que trajo el golpe de Estado de 1930.

### Ministro de Eduardo Lonardi
Ocupó brevemente la titularidad del Ministerio de Industria durante la presidencia de Eduardo Lonardi, en la dictadura autodenominada Revolución Argentina, desde el 23 de septiembre hasta el 15 de noviembre de 1955 cuando, con el inicio de la de Pedro Eugenio Aramburu, asumió Álvaro Alsogaray en su reemplazo. Durante su gestión se disolvió en parte el IAPI, los subsidios a las industrias se vieron suprimidos y el organismo dejó de accionar. Se suspendió el contrato firmado en 1954 con la Standard Oil para autoabastecer al país de petróleo, lo que provocó una declinación de la producción hidrocarburífera nacional y un aumento de las importaciones de petróleo.
Aconsejó a Lonardi sobre qué hacer con el cadáver de Eva Duarte de Perón que había sido secuestrado en octubre de 1955, por orden del presidente de facto Eduardo Lonardi, y enterrada de forma clandestina en Milán bajo un nombre falso durante la dictadura de Pedro Eugenio Aramburu.